# Pedicia parvicellula
Pedicia (Pedicia) parvicellula là một loài ruồi trong họ Pediciidae. Chúng phân bố ở vùng sinh thái Nearctic.